# Орб (приток Аре)
Орб (фр. Orbe) — река во Франции и Швейцарии. Длина — 67 км, площадь бассейна — 488 км².
Истоки реки находятся в Юрских горах около коммуны Ле-Русс (Юра, Бургундия — Франш-Конте), образуя озеро Русс, далее река протекает по территории Швейцарии, где через озёра Жу и Невшатель впадает в Аре.
Крупнейшие населённые пункты — Ле-Русс и Буа-д'Амон во Франции, Ле-Шени, Аббеи, Валлорб, Орб, Ивердон-ле-Бен в кантоне Во, Ля-Тен, Ландерон в кантоне Нёвшатель и Биль в кантоне Берн.